# 议会大火

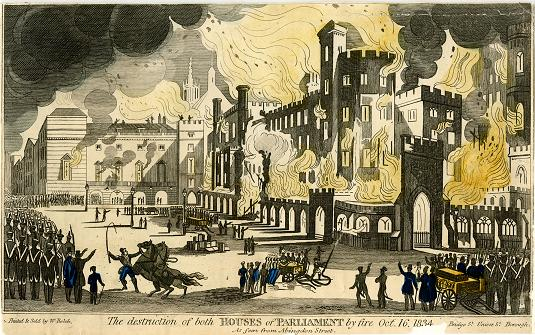
1834年10月燃烧中的威斯敏斯特宫和前方的宫殿广场

威斯敏斯特宫是中世纪的一座皇宫，同时也是议会所在地，它在1834年10月的一场大火中受到严重破坏。起因：1826年之前，英国财政部一直用一种木制计数棒来核算收支状况，后来这些木块便被随意扔在上议院下层的两个火炉中烧毁，导致穿过上议院楼下的两个烟囱管道起火，并顺着墙壁蔓延开来。
火势在大厦中迅速蔓延，并且发展成为伦敦自1666年大火至二战德国轰炸造成的火災之间最大的一次大火；许多人，包括诸多艺术家都在其画作中记录了这一重大事件。火灾持续了大半夜，烧毁了皇宫中的大部分地方，包括改建后的圣史蒂夫教堂（当时的下议院会议召开地）和上议院，“国王厅”以及议长和下议院主事官的住所。
所幸的是伦敦消防局主管James Braidwood及时采取措施保住了威斯敏斯特大厅和旧议会所在地的一小部分地方。1836年， 查尔斯·巴里在激烈竞争中赢得了新皇宫的建造设计权。巴里和奥古斯塔斯·普金共同提出的设计方案将幸存下来的建筑容纳到新的建筑群中。这场竞争的结果也使得哥特风格成为当时国内建筑风格的主流，而后来这座新皇宫也因为它“卓越的普世价值”而被联合国教科文组织列为世界文化遗产。

## 背景

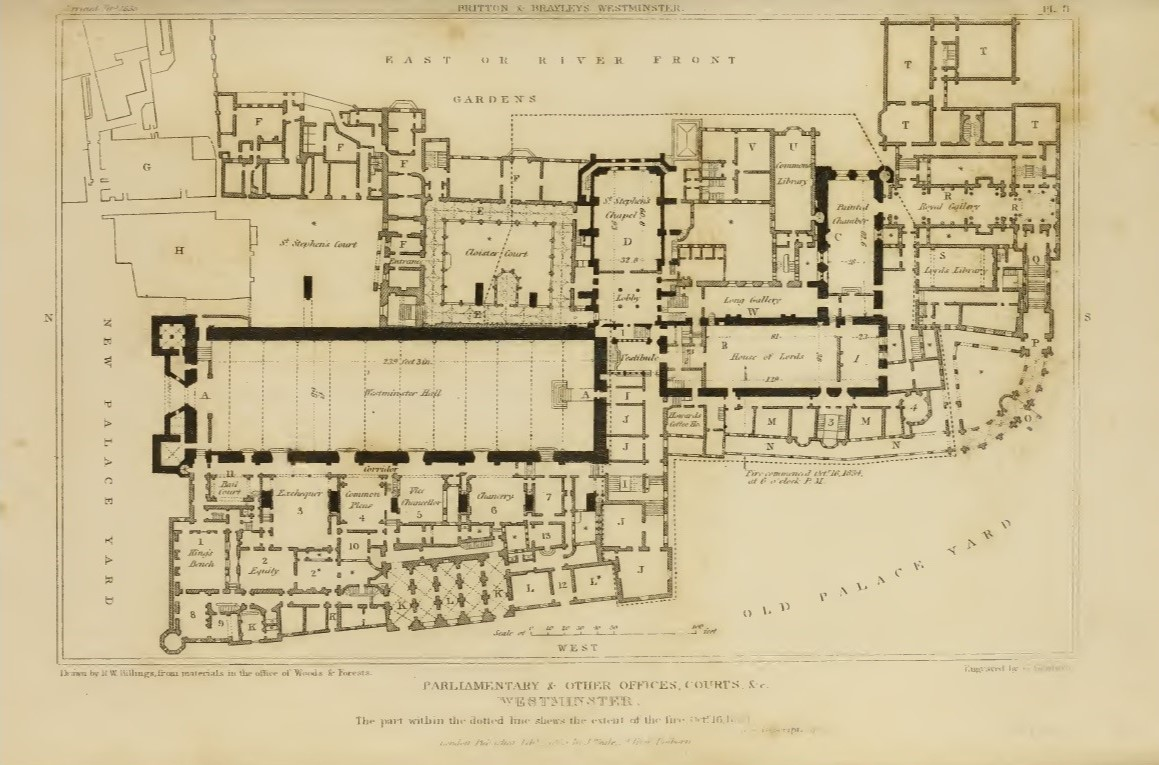
1834年威斯敏斯特宫的平面图

威斯敏斯特宫原本是11世纪早期克努特大帝在泰晤士河北岸建造的一座皇家寝宫，后来被历代国王不断扩充壮大，其中包括：懺悔者愛德華修建的西敏寺；征服者威廉新建的一所皇宫，以及他的儿子威廉二世从1097年开始修建的威斯敏斯特大厅；亨利三世在1270年为财政部新建的大楼，主管国家税务征收，同年还建造了民诉法院、王座法庭和衡平法院。1245年，国王的座椅被放在了这座宫殿里，意在表明这座宫殿是英国皇室的中心。
1295年时，威斯敏斯特宫曾是由爱德华一世召集模范议会成员开会的地方，该议会也是英国首个代表议会；他当政期间就在“国王厅”或“白厅”召见16名议员。1332年时，男爵（代表传统贵族阶层）、新兴资产阶级和市民（代表平民）开始分开召开会议，而到了1377年，这两个阶级已经完全分离。 1512年，一场大火摧毁的皇家宫殿建筑群的一部分，亨利八世便将皇宫迁到了不远的懷特霍爾宮，但是威斯敏斯特宫依然 作为皇宫被保留了下来。1547年，亨利八世的儿子，爱德华六世将圣史蒂夫教堂作为下议院辩论的场所。上议院则在中世纪的「女王厅」里召开会议，直到1801年后才改为莱斯厅。 从1547年之后的三个世纪，该宫殿一直在进行扩建和改造，变成了一座到处是木制走廊和楼梯的大迷宫。
圣史蒂夫教堂之前一直没有什么大的整修， 后来时任皇家宫殿建造总顾问克里斯多佛·雷恩爵士在1692年奉命对其进行结构改造。他降低了教堂的屋顶高度，移除了彩色玻璃窗，铺上了新地板，并在这座哥特式风格的建筑外墙上镶上了木板。 前首相威廉·格萊斯頓回忆起1832年他刚当选议员首次进入宫殿时说道“这座宫殿让人感到便利的一点可能是...很小巧。整个建筑里找不到一个可以让你洗手的地方。” 该宫殿里的基础设施十分贫乏，一位激进派议员Joseph Hume甚至在1831年和1834年的议会辩论中呼吁议院应该去找一个新的办公地点；同样，另一位议员威廉·克伯特也发问“为什么我们要挤在一个根本不可能进行安静有序的讨论的地方...为什么658个人要被塞到一个根本挪不开脚的地方”
到1834年的时候，这座宫殿群已经扩大了许多。最先是18世纪中期John Vardy设计的一座石楼，然后是19世纪初James Wyatt和约翰·索恩的改建。Vardy将那座帕拉弟奥建筑风格的石楼安放在了威斯特敏斯特宫的西侧； Wyatt对下议院进行了扩建，将上议院移到了“请愿宫”，又重修了议长室。 Soane是在1813年Wyatt死后负责宫殿改造工作的，他重修了威斯特敏斯特大厅，用新古典主义风格修建了法院，还建造了一个新的皇家入口，楼梯和画廊，以及诸多会议室和图书室。
由于宫殿周围没有防火墙或界墙来阻挡可能的火灾，有些人预料到这些建筑将十分危险。 18世纪后期，曾有诸多议员预计宫殿一旦起火，将会是一场灾难。随后，在1789年，由14名建筑师联名所写的一份报告曾警告宫殿可能会发生火灾，其中就有Soane和羅伯特·亞當。 Soane在1828年再次警告，他写道“要想避免火灾，就要尽快修缮和改造宫殿内狭窄、阴暗、肮脏的走廊，解决房间数量不足的问题”。但是他的警告却再一次被当局忽略。

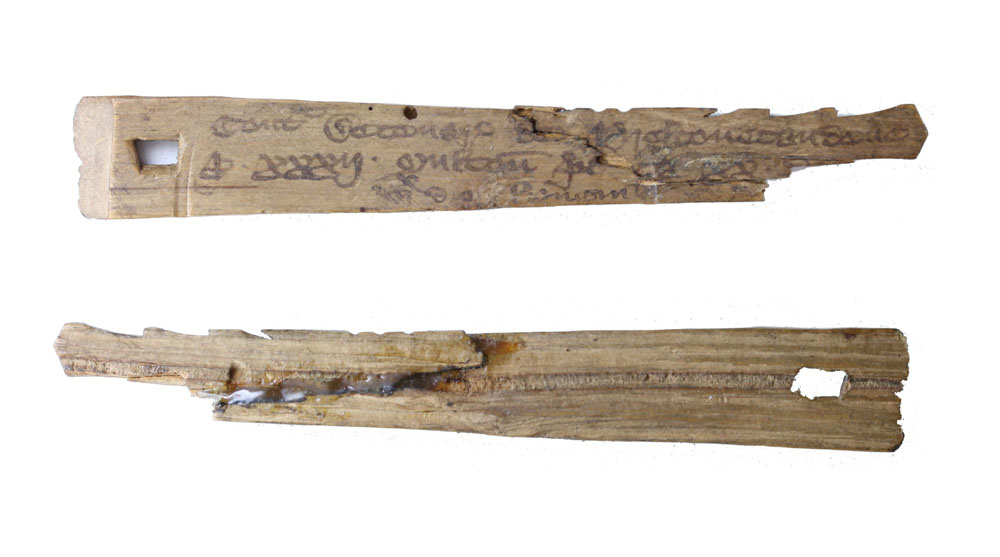
财政部在1826年之前一直使用的木制计数棒

从中世纪开始，财政部就一直用一种通常用柳树制成，上面刻有凹痕的计数棒来清算账目。   议会历史学家Caroline Shenton这样描述这种计数棒：“大概也就是一扎的长度。” 这些计数棒使用完后会被定期销毁。 到了18世纪末，这种计数棒已经逐渐失去了使用价值，1782年的一项议会法案规定所有记录都要以书面形式，不再使用计数棒。该法案还撤除了财政部中的冗余职位，但是同时又保证只有在该职位上的在职人员死亡或退休后该规定才生效。 1826年，最后一位“在职人员”逝世，该法案正式生效， 但直到1834年那些过时的程序问题才逐渐被废除。 小说家查尔斯·狄更斯曾在一次行政改革协会的演讲中将如此长时间保留计数棒的行为描述为“顽固地遵从着一套老旧的习惯”；他还嘲讽了那些批准用纸张取代木头所需的官僚审批程序，“这个国家的繁文缛节越来越多，却从来不提原本的目的是什么”。 到最后处理计数棒的时候，一共有满满的两大车。
1834年10月，工程主管Richard Weobley接到财政部的指令，要求他在议会休会期间将以往的计数棒全部处理掉。他本来打算将计数棒分发给议会的工作人员当作薪柴，但是最终选择将它们放在就在上议院楼下的两个供暖火炉里焚毁。 这两个火炉原来的燃料是煤炭，火焰小却供热多，换成木头后火势则变得很大。 火炉位于下议院下层的地下室，其管道顺着墙壁连接着外面的烟囱。

## 火灾经过
计数棒的销毁工作从10月16日黎明开始并持续了一整天；两个爱尔兰工人， Joshua Cross和Patrick Furlong负责这项工作， 而Weobley则时不时过来监督情况，事后他称每次他过来的时候两个燃烧炉的风口都是开着的，以便工人能观察到里面的燃烧情况，而且两个炉子里计数棒的高度都一直保持在4英寸（10）。 另外一个目击者，上议院的点灯人，Richard Reynolds，后来则说他看见Cross和Furlong曾将大量计数棒一次性扔进火炉中，但是两人都对此予以否认。
照看火炉的人没有意识到火炉内的高温已经把烟囱内的镀铜层融化，并导致烟囱着火。由于两个火炉的风口都是敞开的，大量的氧气得以进入火炉，使燃烧更加旺盛，火焰燃烧的高度很快超过了其在管道中正常的高度。 扫烟囱的小男孩们为了在烟囱里有落脚的地方就在烟囱里割出一个个凹槽，虽然孩子们会在清扫完烟囱后会将烟囱内壁抹平，但是其内部结构还是因此遭到了破坏，烟囱内壁也因此不断变薄。1834年10月的时候还没人给烟囱进行一年一次的清扫，所以当时烟囱管道内积存了大量的木馏油。
10月16日下午，上议院中传来一阵浓烈的烧焦气味；到4点钟时，两位来参观的游客在欣赏挂在墙上的“无敌舰队”挂毯的时候已经无法看清画的是什么了，因为此时烟雾已经很浓了。当他们来到房间拐角处的“黑杖侍卫隔间”时，他们感到脚下的地板在发热。 4点后不久，Cross 和 Furlong将最后一些计数棒扔进炉内，完成了他们的工作，随后向往常一样锁好门，到附近的星嘉德酒馆喝酒去了。
下午6点，一位看门人的妻子首先发现了火灾，当时火势已经蔓延到上议院大门。她进到房间里后发现“黑杖侍卫隔间”已经起火，窗帘和木制桌椅都在燃烧，随后她拉响了警报。 宫殿内的人员在之后的25分钟里一片恐慌，他们试图控制火势，但是并没有呼叫帮助，也没有警告宫殿另一头的下议院。
下午6:30分，空中闪过一道亮光， 随后出现了一个巨大的火球，《曼彻斯特卫报》当时报道“爆炸从上议院中心开始，威力如此之大，以至于在不到半个小时的时间里所有的房间都陷入一片火海”。 爆炸以及后来燃烧的屋顶将整个天空照得通亮，连在20英里（32）外溫莎城堡里的皇室成员都看到了这一景象。看到火焰后，附近地区的消防人员很快赶来协助灭火，但是由于当时只有两台手摇水泵，所以收效甚微。 6:45分，英国近卫军第一团的100名士兵前来增援，他们中有人同警察一起在宫殿前围成一道人墙以阻止不断壮大的人群远离消防员；有的人则协助消防员用水泵喷水。
一家由几家保险公司运营的伦敦消防公司（LFEE）在早上7点左右接到警报，当时大火已经烧到了上议院。由于威斯特敏斯特宫殿群中的建筑物都没有投保，所以它们并不在伦敦消防公司的保护范围内，但是其主管James Braidwood还是带着12台水泵和64个消防员赶来救援。 消防员们甚至将水管一直连到了泰晤士河，但由于当时河面处于低潮期，所以宫殿临河的这一面并没有充足的水量用来灭火。
上议院在Braidwood带人赶来之前就已经被烧毁了，一股强劲的西南风又将大火顺着狭窄的木制走廊吹到了圣史蒂夫教堂。 Brainwood赶来后不久圣史蒂夫教堂的屋顶就坍塌下来，响声之大甚至让有的围观民众以为这是像“火药阴谋”那次一样的爆炸。根据当时《曼彻斯特卫报》的报道“7点30分的时候，河岸边和各个建筑上都已经安放了许多水泵，但是这次的火势太大，喷了多少水都不见效果。” Braidwood看到此时想保护大部分宫殿已经是不可能了，所以他决定将重点放在保护威斯特敏斯特大厅上，他让消防员将连接大厅和正在燃烧的上议院的那部分屋顶拆除，并且给大厅的屋顶浇上水防止着火。他以那些已经无法控制火势的建筑为代价，保留了这个中世纪的建筑。
宫殿着火的消息很快在伦敦传开，同时燃烧的火光也引来越来越多的民众前来围观。其中有一个《泰晤士报》的记者看到“出现了大批顺手牵羊的绅士，且都收获颇丰，有的人还犯下了暴行”。 为了更好地观看这番景象，前来围观的人将西敏橋堵得水泄不通，有的人甚至用找到或租到的任何水上的漂浮物到河面上去观看。 还有数千人聚集在国会广场上观看，其中包括当时的首相墨尔本爵士和许多内阁成员。 苏格兰哲学家托马斯·卡莱尔当时也在现场，他后来回忆道：
“人们都很安静。但是十分高兴；当微风吹过时，他们会叫好和吹口哨，好像是希望风再大一点一样；'上院着火了'—'这就是通过《济贫法》的后果'—'他们的审判来了'！到处都是诸如此类的叫喊声，但是我没有看到一个面露悲色的人。”

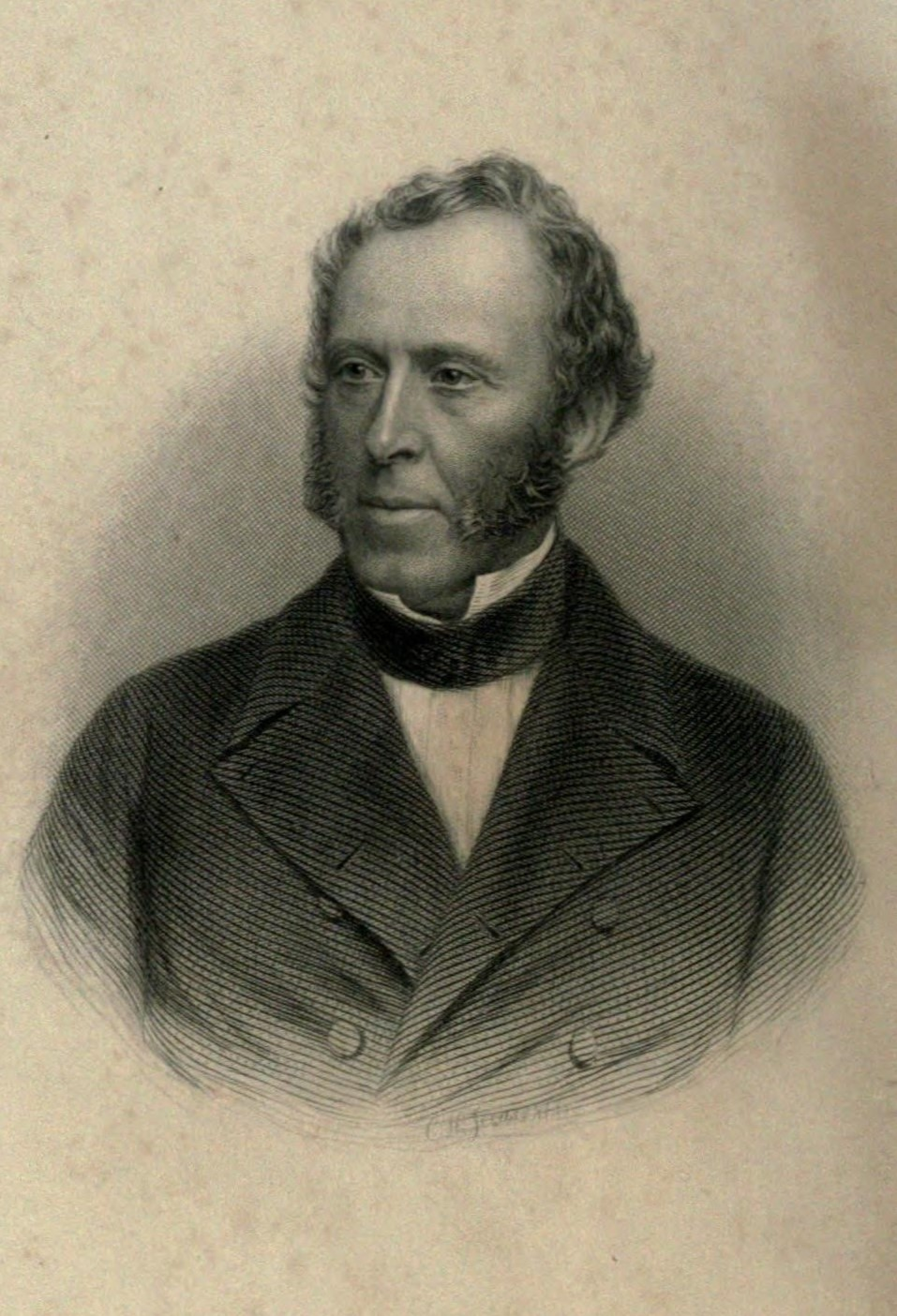
上图人物为时任伦敦消防局局长James Braidwood，1866

但是主管皇家建筑日常维护的John Hobhouse爵士却不认同这种观点，他后来写到“人们的表现十分良好；只有一个人因为在火势变大的时候叫好而被逮捕……总之，不可能再有这么多的人能表现得像今天这么好了。” 就连许多内阁成员和王公贵族，包括帕默斯顿爵士和外交部长都在路人的帮助下破门而入抢救里面的书籍和其他财物；下议院警卫们还冒险进入燃烧的房间去抢救议会权杖。
下午9点，三个禁卫团赶到现场。 虽然军队有协助控制人群，但是当局调动军队的目的却是为了防止发生暴动，他们害怕这次议会大厦遭到的毁坏会“一石激起千层浪”。1830年欧洲的三场革命—法国、比利时和波兰革命，斯温暴动造成的社会动荡，刚通过的1834年济贫院修正案又减少了济贫院对下层人民的社会救济，这一切都让统治者不得不保持警惕。
大约1:30分左右，河水上涨，伦敦消防局的水面消防车才得以赶到现场。Braidwood早在5个小时前就通知水面消防车就位，但是由于水面过低，消防车只能停在下游的羅瑟希德。消防车赶到后，原先议长室内的大火很快得到了控制。
1:45之前，Braidwood看到水面消防车的灭火效果和此时风向的改变使得大火远离议会大厅后，他判定大厅不会被烧毁。而围观的人们在看到大厅安然无恙时也纷纷散开了， 3点钟左右，当大厅附近的火已经被差不多灭完的时候，人们已经全部离开了，但是火势依然在向南边蔓延。 消防员们一直奋战到凌晨5点，直到他们将最后的一些余火扑灭，同时警察和士兵也换了另一批人来站岗。
上议院，包括它的更衣室和会议室，国王厅和皇家画廊的一段走廊全被焚毁殆尽。下议院。包括其图书馆和会议室，下议院主事官和议长的住所也是如此。 其他的地方，像是法庭，都遭到了十分严重的破坏。 一些遭到破坏相对较少的建筑包括威斯特敏斯特大厅，回廊，圣史蒂夫教堂的地下室，珠寶塔以及南边一些由索恩设计建造的新建筑。 1496年起开始实施的英国计量标准，“码”和“磅”，在这场大火中被毁。 同时消失的还有15世纪以来的大部分下议院会议记录。由于1497年以来的议会法案和上议院日志当时存放在珍宝塔中，因此这些文件躲过了一劫。 用申顿的话说，这场大火是“伦敦自‘1666年大火’到二战‘德军闪电轰炸’期间最严重的一场火灾”， 但是这场规模和威力都空前的火灾却没有造成人员死亡，只有九人因为受伤较重而住院。

## 后续

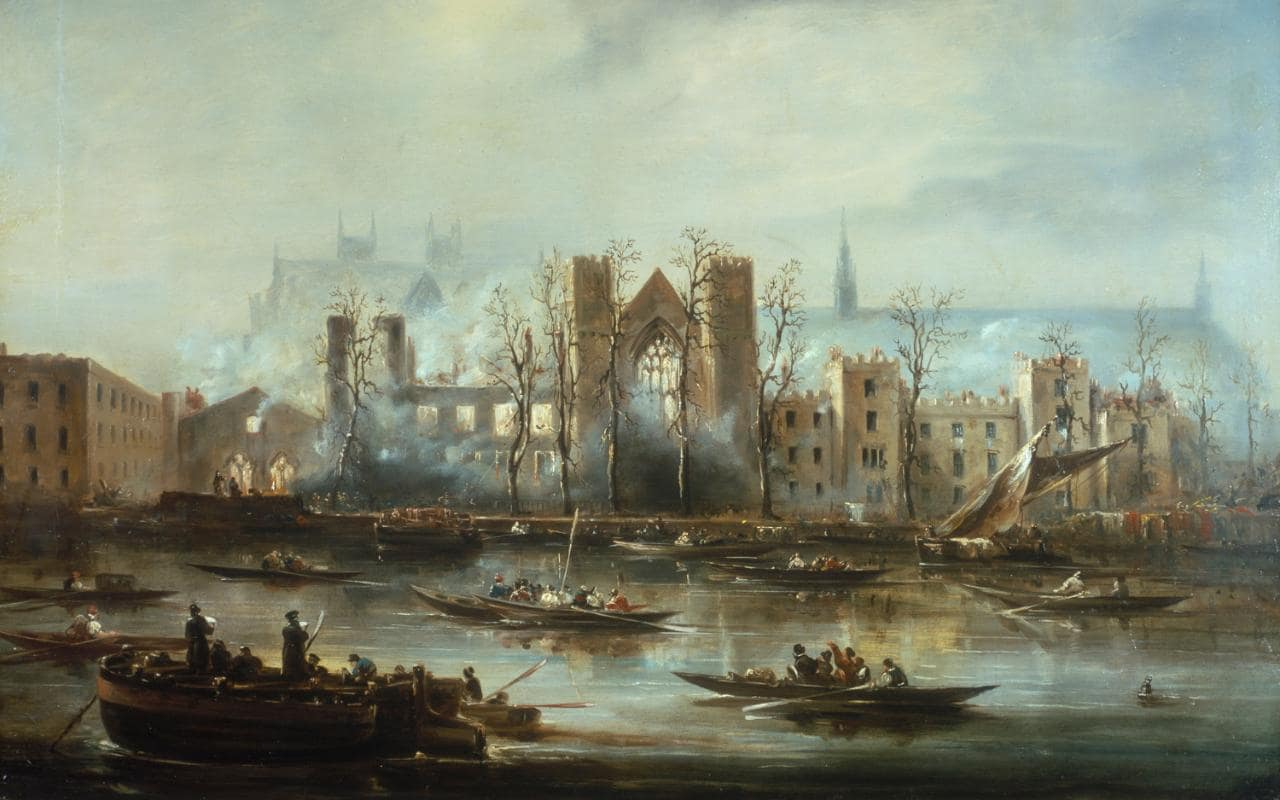
火灾后从泰晤士河上观察到的威斯特敏斯特宫

火灾后第二天，树木森林办公室发布了一份损失报告，报告称“正在严厉追查火灾发生原因，但是有理由相信这起事件是意外造成的。” 《泰晤士报》也报道了一些可能的火灾原因，但是却暗示财政部使用的计数棒是罪魁祸首 。同一天，在伦敦的内阁成员召开了一次紧急会议，制定了一份要调查的火灾目击者名单；10月20日，枢密院的一个委员会开始调查这起火灾。
这些私下会见的调查小组成员听到了火灾原因的各种版本，有的说是因为上议院的水管工工作不认真，有的说是，还有的说是煤气爆炸导致的，其他谣言也开始流传；当时的首相还受到一封匿名信，信中称是有人故意纵火。 调查小组于10月8日发布调查报告，报告中称计数棒的焚毁工作是造成火灾的原因。调查小组认为Cross和Furlong在焚毁计数棒的时候不可能像他们说的那样不小心，报告中也写道“很不幸，韦伯利先生没有有效地监管计数棒的焚毁工作”。
威廉四世提出将白金汉宫作为议会办公的临时场所， 但是这个提议却被一些议员们拒绝了，理由是白金汉宫太过“昏暗”。 但是由于议会需要办公地点，所以就为莱斯大厅和国王大厅重安了屋顶，又把里面重新布置了一番，并且在1835年2月23日的國會開幕大典充当上院和下院的位置。 上议院大法官布鲁厄姆勋爵在典礼上宣读了国王的一份诏令，宣布议会将休会到1835年11月25日。
虽然建筑师罗伯特·斯默克在1834年12月成为新议会大厦的指定设计师，但是前议员Edward Cust上校却坚持要通过公开竞争来选出设计师，这一提议很快在媒体中传开，并在1835年促成了一个皇家委员会的成立，由该委员会商讨决定建筑的风格。6月，委员会决定新建筑风格只能是伊丽莎白风格或者哥特式风格。委员会还要求新建筑的外观不一定要与之前的一样，但是要将幸免于火灾的威斯特敏斯特大厅，教堂地下室和圣史蒂芬修道院纳入到其建筑群中。
竞标活动在1835年11月结束，共有97套方案参与，每套方案都用化名或标志来加以区分。 委员会在1836年2月给出了方案建议；最终获胜方案是64号，代表标志为建筑师查尔斯·巴里所选的一道闸门，并且他也获得了1500英镑的奖金。 在最终确定建筑草图时，巴里考察了众多伊丽莎白时代的世俗风格建筑和哥特式建筑，但是没获得灵感，于是他在最终画设计图前又去比利时参考了一些弗兰德民间建筑；为了画设计图，他还雇了一位23岁的建筑师奥古斯塔斯·普金做他的帮手，建筑史学家尼古拉斯·佩夫斯纳形容奥古斯塔斯·普金是“最多产、最富有激情的哥特式建筑家”。 34位参与竞争的设计者向议会请愿反对巴里获胜，因为巴里和Cust是朋友，但是议会否决了他们的意见，前首相罗伯特·皮尔爵士也对巴里和整个的竞争程序表示支持。

## 重建后的威斯特敏斯特宫
Barry将新宫殿设计为纵向结构，前英国广播公司（BBC）政治编辑Christopher Jones 称之为“一个长条状的上下议院会议室”， 这样的布局使得下议院议长能够直视放在上议院的王后宝座。 新宫殿相当于11个庭院大小，里面可提供大约200人的住宿， 一共有1180个房间，126组楼梯以及2英里（3.2）的走廊。 从1836年到1837年，Pugin又画了一些更加详细的设计图，宫殿完工时的预算也就可以确定了； 据报道，预算开支在707000英镑。到725000英镑之间，到完工时一共修建了六年。
1838年6月，Barry和他的同事到英国各地寻找能为新宫殿的建造提供石料的产地， 并最终选择了利兹公爵安斯顿采石场的镁质石灰岩。 1840年4月27日，Barry的妻子为宫殿奠基。但由于石料在开采和处置过程中方法不当，再加上当时伦敦空气污染严重，这些石头后来出现了许多问题：1849年出现了首次石块脱落的现象，后来不都不定期进行大规模整修。
从1841年9月到1843年5月，由于石匠们的罢工，施工一度中断， 但是上议院还是在1847年搬入了新宫殿。 1852年，新的下议院也完工， 上下议院的议员们第一次走进新的会议室。维多利亚女王是第一个走进建造完毕的新宫殿的人。同年，Barry被封为下级爵士。 Pugin却因为精神失常被囚禁在伯利恒平民疯人院，后来在40岁的时候去世。
大本钟于1858年完工，维多利亚塔则是在1860年完工， Barry于同年5月逝世，未能看到整个工程的完工。 工程的最后收尾工作是在他儿子爱德华的督导下完成的，并且而爱德华在1870年前（注：他于1880年去世）也一直投身建筑行业。 工程总造价大概为250万英镑。

## 后世影响
1836年，皇家公共记录委员会成立，其职责是调查议会文件记录的遗失和为今后文件的保存提出建议。他们于1837年发表的记录保护建议直接促成了《公共记录法案》（1838）的通过，在该法案下成立了公共记录办公室，原址在法院巷。

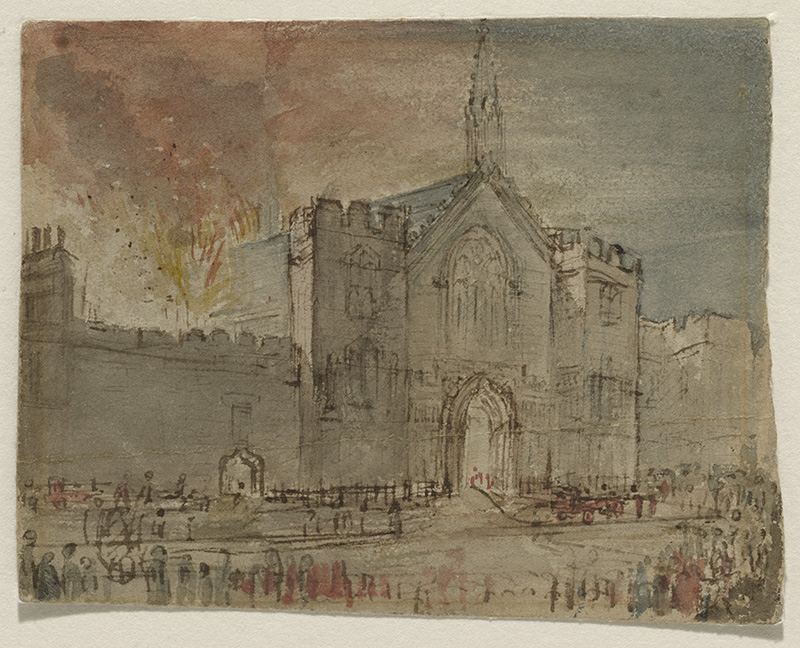
目击者约翰·康斯特勃所作的画

这场火灾成为“19世纪伦敦唯一一件描述最多的事件···吸引了众多雕刻家，水彩作者和画家的注意”，其中就有风景画画家J·M·W·特纳，他画了两幅有关这场大火的画；还有浪漫主义画家约翰·康斯特勃，他在威斯特敏斯特大桥上的一个马车里画下了这场大火。
标准度量仪器的损毁使得英国不得不重新制订其重量和尺寸测量系统。从1838到1841年，英国政府进行了一项调查，发现在国内有两种不同的计量体系：常衡制和金衡制，随即决定使用常衡制；金衡制只用于黄金，白银和宝石。 后来，一位专门制造科研仪器的工匠William Simms又重制了那些损毁的度量仪器，在经过“无数次为了找到最合适的金属和形状以及调整温度的实验测试”后又重制了那些损毁的度量仪器。
威斯特敏斯特宫自1987年起被联合国教科文组织认定为世界文化遗产，被认为具有极高的普世价值。联合国教科文组织将这座建筑描述为“具有极高的历史和象征意义”，其部分原因是因为它“作为一座兼具整体性和杰出性的新哥特式建筑典范，它绝对是同类型中最具有重要意义的建筑之一”。 这座宫殿的哥特风格成了全国各建筑的模仿对象，甚至是一些非宗教建筑。
2015年下议院委员会主席John Thurso宣称宫殿处在“十分危险的状态”。下议院议长约翰·伯考也赞成这一说法，并认为宫殿需要一次大修。他说议会大厦“经常漏水，大楼内部有许多石棉，有起火的危险”，解决这些问题的花费是三十亿英镑。